# Thomas Zimmermann (Turner)

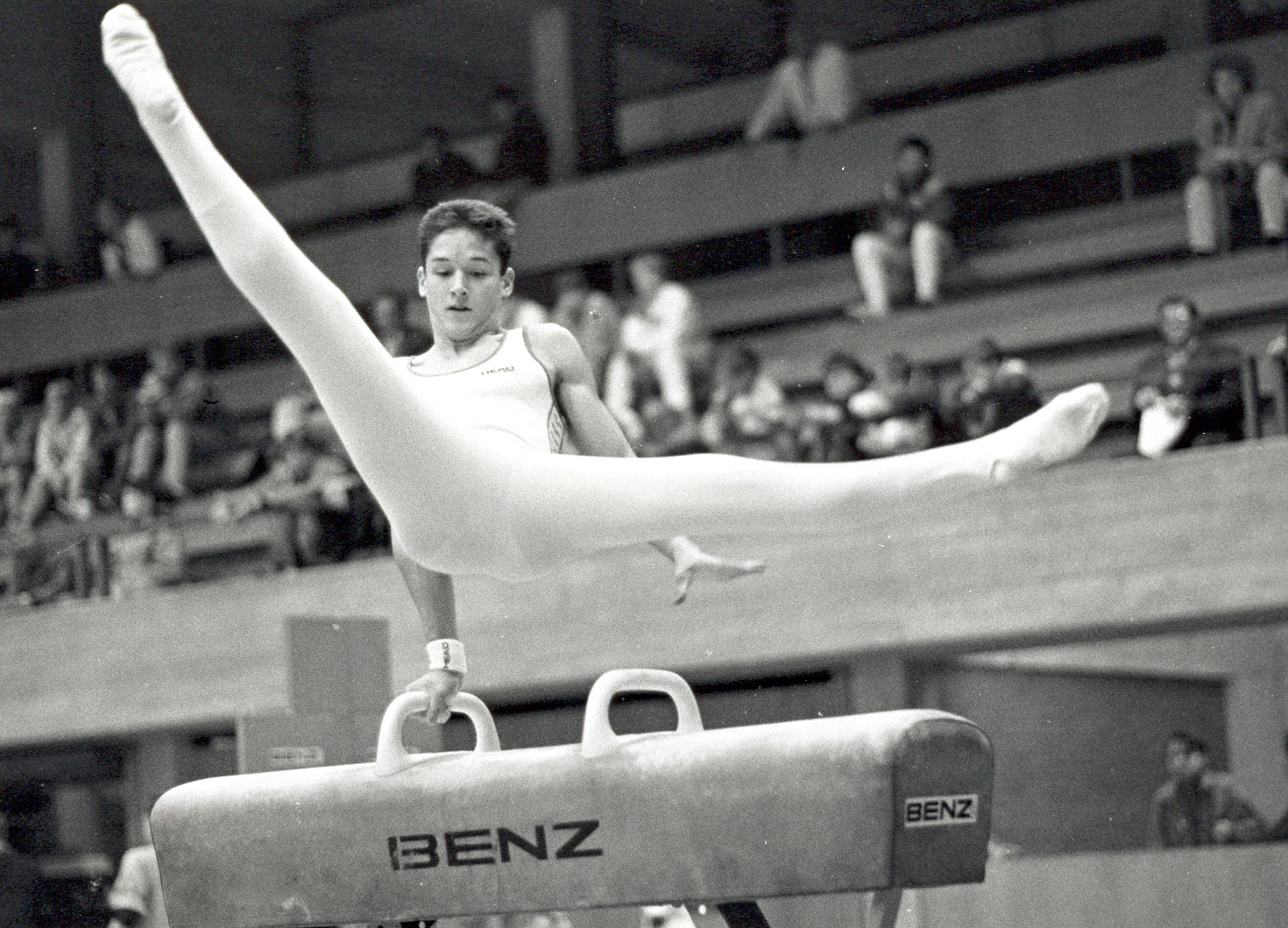
Thomas Zimmermann am Beginn seiner Karriere bei den Kunstturnertagen in Bregenz.

Thomas Zimmermann (* 10. November 1972 in Feldkirch/Vorarlberg) ist ein österreichischer Kunstturner.
1989 beteiligte er sich in Stuttgart erstmals an einer Weltmeisterschaft, 2004 gab er seinen Rücktritt bekannt. Thomas Zimmermann hat einen eigenen Sprung erfunden, der seit 2001 als „Zimmermann“ im internationalen Code de Pointage geführt wird.

## Erfolge, Karriere
In seiner 25-jährigen Turner-Karriere errang er 38 österreichische Staatsmeistertitel, nahm an 13 Welt- und 9 Europameisterschaften sowie an 23 Weltcup-Turnieren teil. Thomas Zimmermann turnte unter anderem als Legionär beim TV Nellingen/Deutschland, mit dem er in die erste deutsche Kunstturn-Bundesliga aufstieg. Zwischen 1999 und 2003 trainierte er mit dem Schweizer Nationalteam im Kunstturn-Zentrum in Magglingen. In dieser Zeit gelang ihm der Anschluss an die Weltspitze am Gerät Pauschenpferd, 2002 wurde er in der Weltrangliste auf Rang 6 geführt.

## Zimmermann-Sprung
Eine internationale Medaillen-Platzierung bei Welt- oder Europameisterschaften blieb ihm verwehrt, lag jedoch am Gerät Sprung in greifbarer Nähe. 2001 hatte sich Thomas Zimmermann im internationalen Kunstturn-Regelwerk, dem Code de Pointage verewigt. Gemeinsam mit Trainer Peter Kotzurek war es gelungen, einen neuen Sprung zu erfinden und diesen bei den Schweizer Meisterschaften in Zuchwil zu zeigen. Der Überschlag über den Sprungtisch mit Doppelsalto und integrierter Drehung wird noch heute nur von sehr wenigen Athleten weltweit beherrscht. Thomas Zimmermann erklärte die Belastung beim Sprungtraining bei Rinke (2005, S. 99) folgendermaßen:
„Die extreme Belastung bis zum Achtfachen des Eigengewichtes bei der Landung ließ nicht mehr als vier bis fünf Sprünge pro Tag zu, (…) und die gesamte Übung läuft ab dem Absprungbrett in eineinhalb Sekunden ab. (…) Ich konnte mir kein Gramm Müdigkeit leisten, keine mentale Disharmonie und keinen Konzentrationsfehler.“    

## Verletzung und Comeback

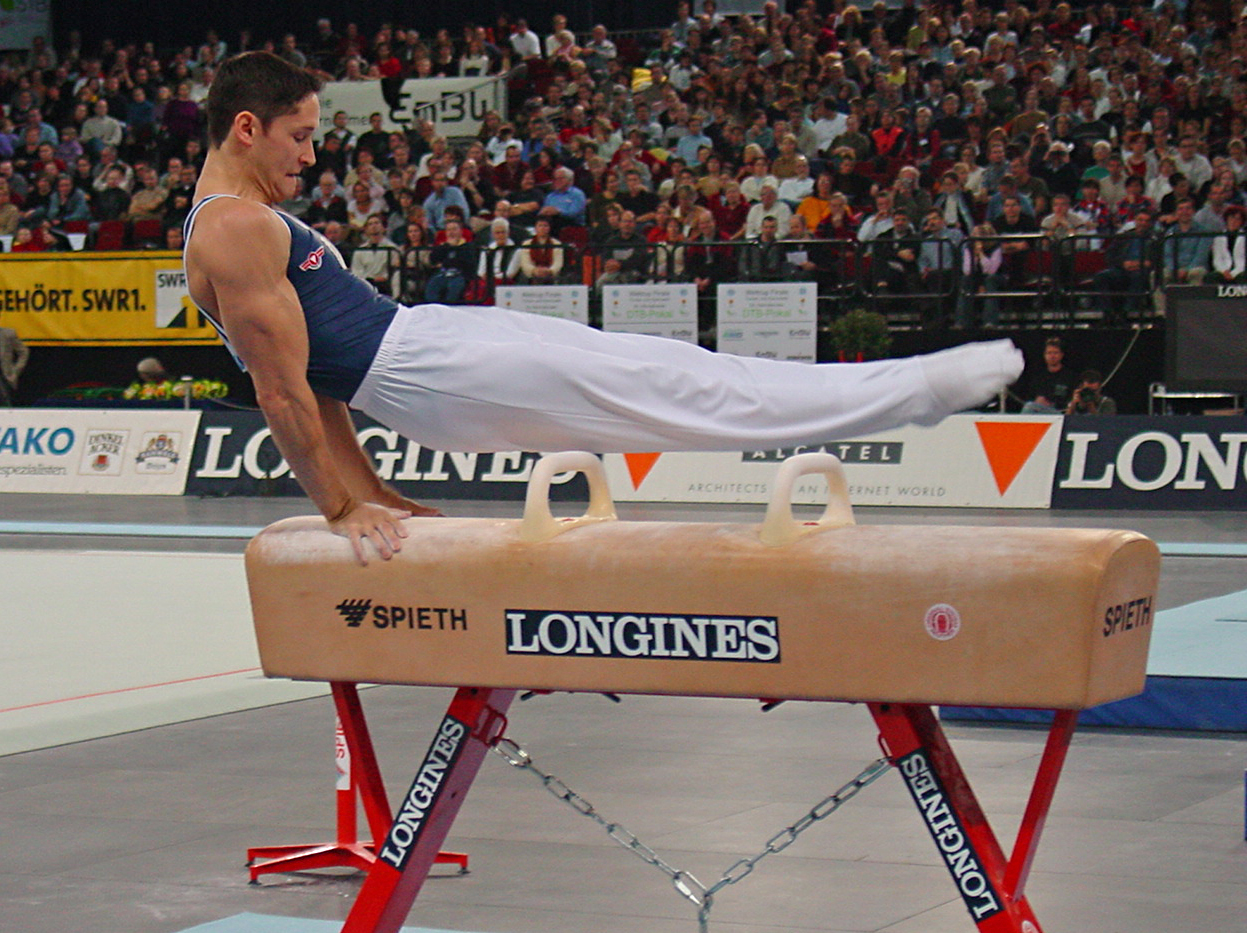
Thomas Zimmermann wird 5. am Pauschenpferd beim Weltcup-Finale 2002 in Stuttgart.

Thomas Zimmermann hatte die internationale Fachszene neugierig gemacht. Als er seinen Sprung bei der EM 2002 in Patras (GR) zeigen wollte, misslang dieser. Die Folgen: eine schwere Knieverletzung und den „Zimmermann“ zeigte er ab diesem Zeitpunkt nur noch im Training. Trotz der Verletzung gelang ihm ein Comeback, 2003 beteiligte er sich in Anaheim (USA) an seiner 13. WM, bevor er 2004 den Rücktritt bekannt gab.
Im Vorarlberger Turnverband (Vorarlberger Turnerschaft/VTS) genießt Thomas Zimmermann aufgrund der Erfolge und seines vorbildlichen Auftretens hohes Ansehen – ein wichtiger jährlich stattfindender Nachwuchsbewerb der VTS wurde nach ihm benannt: der Zimmermann-Cup. Im Jahr 2000 wurde Thomas Zimmermann von den Vorarlberger Sportjournalisten zum „Vorarlberger Sportler des Jahres“ gewählt.